# Gino Cappello
Gino Cappello (2. červen 1920 Padova, Italské království – 28. březen 1990 Bologna, Itálie) byl italský fotbalový útočník.
První utkání odehrál za Padovu v roce 1938. V roce 1940 odešel do Milána, kde hrál za místní AC. Zde nastřílel 29 branek při 74 utkání. Po válce odešel do Boloně, kde hrál do roku 1956. Během jeho působení u Rossoblu se zapletl do korupčního skandálu a byl na měsíc suspendován. Mnohem závažnější však byly důsledky spojené s jeho účastí v roce 1952 na "Palio calcistico petroniano", barovém turnaji v Bologni. Popral se z rozhodčím a poté byl odsouzen na doživotní diskvalifikaci. Klub, která mu v té době odepřela účast na tomto turnaji, mu uložila vysokou pokutu. Federace nařídila další vyšetřování a 7. února 1953 snížila diskvalifikaci na zákaz hraní na jeden rok. Fotbalovou kariéru ukončil po dvou sezonách hraní u Novaře v roce 1958.
Za reprezentaci odehrál 11 utkání. Zúčastnil se dvou turnajů MS (1950, 1954).
Po ukončení hráčské kariéry se stal manažerem Janova, ale krátce poté byl shledán vinným z pokusu o korupci a diskvalifikován na doživotí.

## Hráčská statistika
| Sezóna  | Klub    | Liga      | Liga   | Liga | Ligové poháry | Ligové poháry | Ligové poháry | Kontinentální poháry | Kontinentální poháry | Kontinentální poháry | Celkem | Celkem |
| Sezóna  | Klub    | Soutěž    | Zápasy | Góly | Soutěž        | Zápasy        | Góly          | Soutěž               | Zápasy               | Góly                 | Zápasy | Góly   |
| ------- | ------- | --------- | ------ | ---- | ------------- | ------------- | ------------- | -------------------- | -------------------- | -------------------- | ------ | ------ |
| 1938/39 | Padova  | Serie B   | 32     | 10   | IP            | 1             | 0             | -                    | 0                    | 0                    | 33     | 10     |
| 1939/40 | Padova  | Serie B   | 28     | 29   | -             | 0             | 0             | -                    | 0                    | 0                    | 28     | 29     |
| 1940/41 | Milán   | Serie A   | 23     | 12   | IP            | 2             | 2             | -                    | 0                    | 0                    | 25     | 14     |
| 1941/42 | Milán   | Serie A   | 30     | 10   | IP            | 5             | 2             | -                    | 0                    | 0                    | 35     | 12     |
| 1942/43 | Milán   | Serie A   | 21     | 7    | IP            | 2             | 3             | -                    | 0                    | 0                    | 23     | 10     |
| 1945/46 | Bologna | 1. divize | 18     | 5    | -             | 0             | 0             | -                    | 0                    | 0                    | 18     | 5      |
| 1946/47 | Bologna | Serie A   | 30     | 9    | -             | 0             | 0             | -                    | 0                    | 0                    | 30     | 9      |
| 1947/48 | Bologna | Serie A   | 24     | 8    | -             | 0             | 0             | -                    | 0                    | 0                    | 24     | 8      |
| 1948/49 | Bologna | Serie A   | 34     | 8    | -             | 0             | 0             | -                    | 0                    | 0                    | 34     | 8      |
| 1949/50 | Bologna | Serie A   | 25     | 10   | -             | 0             | 0             | -                    | 0                    | 0                    | 25     | 10     |
| 1950/51 | Bologna | Serie A   | 32     | 16   | -             | 0             | 0             | -                    | 0                    | 0                    | 32     | 16     |
| 1951/52 | Bologna | Serie A   | 31     | 8    | -             | 0             | 0             | -                    | 0                    | 0                    | 31     | 8      |
| 1953/54 | Bologna | Serie A   | 34     | 12   | -             | 0             | 0             | -                    | 0                    | 0                    | 34     | 12     |
| 1954/55 | Bologna | Serie A   | 5      | 2    | -             | 0             | 0             | -                    | 0                    | 0                    | 5      | 2      |
| 1955/56 | Bologna | Serie A   | 11     | 2    | -             | 0             | 0             | Stř.P                | 1                    | 0                    | 12     | 2      |
| 1956/57 | Novara  | Serie B   | 20     | 5    | -             | 0             | 0             | -                    | 0                    | 0                    | 20     | 5      |
| 1957/58 | Novara  | Serie B   | 2      | 0    | -             | 0             | 0             | -                    | 0                    | 0                    | 2      | 0      |
| Celkově | Celkově | Celkově   | 400    | 153  | -             | 10            | 7             | -                    | 1                    | 0                    | 411    | 160    |

## Hráčské úspěchy

### Reprezentační
- 2x na MS (1950, 1954)
- 1× na MP (1948–1953)